# Давід Янчик
Давід Янчик (пол. Dawid Janczyk, нар. 23 вересня 1987, Новий Сонч) — польський футболіст, нападник.

## Клубна кар'єра
У дорослому футболі дебютував 2004 року виступами за команду «Сандеція», в якій провів один сезон, взявши участь 22 матчах чемпіонату. 
Своєю грою привернув увагу представників тренерського штабу «Легії», до складу якого приєднався влітку 2005 року. Відіграв за команду з Варшави наступні два сезони своєї ігрової кар'єри. Більшість часу, проведеного у складі «Легії», був основним гравцем атакувальної ланки команди.
12 липня 2007 року перейшов за 4,2 млн євро в ЦСКА (Москва), проте закріпитися у складі армійців Янчик не зумів і змушений був грати на правах оренди за «Локерен», «Беєрсхот» та «Корону» (Кельце).
До складу «Олександрії» на правах оренди до кінця сезону приєднався разом з одноклубником Любошем Калоудою 31 серпня 2011 року. Проте, за пів року Давід провів лише три матчі в чемпіонаті і один у кубку, тому взимку покинув український клуб і повернувся до Москви.
2014 року уклав контракт з «П'ястом» (Гливиці).

## Виступи за збірну
У 2005–2006 роках виступав за юнацьку збірну Польщі, у складі якої виступав на домашньому чемпіонаті Європи серед юнаків віком до 19 років, де забив три голи.
З 2006 по 2008 роки виступав за молодіжну збірну Польщі, разом з якою був учасником молодіжного чемпіонату світу 2007 року, на якому Янчик забив три голи. Всього на молодіжному рівні зіграв у 16 офіційних матчах, забив 5 голів.
14 грудня 2008 року дебютував в офіційних матчах у складі національної збірної Польщі в товариській грі проти збірної Сербії, яка завершилася перемогою «кадри» з рахунком 1-0. Згодом ще викликався кілька разів протягом року, після чого втратив місце у збірній.

## Статистика

### Збірна
| 1. | 14 грудня 2008    | Анталія     | Сербія     | 1-0 | Товариський матч  | до 66' |
| 2. | 6 червня 2009     | Йоганесбург | ПАР        | 0-1 | Товариський матч  | з 79'  |
| 3. | 9 червня 2009     | Капштад     | Ірак       | 1-1 | Товариський матч  | до 72' |
| 4. | 10 листопада 2009 | Прага       | Чехія      | 0-2 | Відбір на ЧС-2010 | з 81'  |
| 5. | 14 листопада 2009 | Хожув       | Словаччина | 0-1 | Відбір на ЧС-2010 | з 86'  |

## Титули і досягнення
- Чемпіон Польщі (1):

Легія (Варшава): 2005-06
- Володар Кубка Росії (2):

ЦСКА: 2007-08, 2008-09